# Baniyas
Baniyas (în arabă بَانِيَاس Bāniyās) este un oraș în Guvernoratul Tartus, nord-vestul Siriei, situat la 55 km (34 mi) sud de Latakia (laodicea antică) și la 35 km (22 mi) nord de Tartus (Tortosa antică).
Este cunoscut pentru livezile sale de citrice și exportul de lemn. La nord de oraș este o rafinărie de petrol, una dintre cele mai mari din Siria, și o centrală electrică. Rafinăria de petrol este conectată cu Irakul cu conducta Kirkuk-Baniyas (acum defunctă).
Pe un deal din apropiere se află castelul cruciat din Margat (Qalaat el-Marqab), o imensă fortăreață a Cavalerilor Ospitalieri construită cu piatră neagră de bazalt.

## Istoric
În perioada elenistică și în feniciană, a fost un important port maritim. Unii l-au identificat cu orașul elenistic Leucas (de la coloniștii de pe insulă Lefkada), din Grecia, menționat de Ștefan din Bizanț. A fost o colonie de araduși, și a fost plasat de Ștefan la sfârșitul provinciei romane din Feniciei, deși aparținea mai degrabă provinciei Siria. În greacă și latină, este cunoscută sub numele de Balanaea sau Balanea.
În timpul războiului civil sirian,de la începutul secolului al XXI-lea surse rebele au raportat că la 2 mai 2013 a avut loc un masacru, comis de forțele regimului. La 3 mai, un alt masacru a fost, potrivit SOHR, comis în districtul Ras al-Nabaa din Baniyas, determinând sute de locuitori sunniți să-și părăsească casele. Potrivit unui raport al opoziției, un total de 77 de civili, inclusiv 14 copii, au fost uciși. Alte două grupuri de opoziție au documentat, pe nume, 96-145 de persoane despre care se crede că au fost executate în district. Patru milițieni proguvernamentali și doi soldați au fost, de asemenea, uciși în zonă în ciocniri cu luptători rebeli.

## Episcopie
Episcopia Balanei a fost o sufragană a Apamea, capitala provinciei romane din Siria Secunda, după cum atestă în secolul al VI-lea Notitiae Episcopatuum. Când Iustinian a înființat o nouă provincie civilă, Teodorias, cu Laodicea ca metropolă, Balanea a fost încorporată în ea, dar a continuat să depindă ecleziastic de Apamea, până când a obținut statutul de episcopat scutit direct supus Patriarhului Antiohiei.
Primul său episcop cunoscut, Eufracția, a luat parte la Consiliul de la Niceea în 325 și a fost exilat de arienii în 335 mai târziu Timotheus a fost atât la Sinodul tâlharilor din Efes în 449, cât și la Sinodul de la Calcedon în 451. În 536, Teodorus a fost unul dintre semnatarii unei scrisori adresate împăratului Iustinian împotriva lui Severus al Antiohiei și a altor non-calcedonieni. Stephanus a participat la al doilea sinod de la Constantinopol în 553.

## Clima
Baniyas are un climat mediteranean de vară caldă (clasificarea climatică Köppen „Csa”). Precipitațiile sunt mai mari iarna decât vara. Temperatura medie anuală în Baniyas este de 19,3 °C (66,7 °F). Aproximativ 862 mm (33,94 in) de precipitații scade anual.
| Date climatice pentru Baniyas        | Date climatice pentru Baniyas | Date climatice pentru Baniyas | Date climatice pentru Baniyas | Date climatice pentru Baniyas | Date climatice pentru Baniyas | Date climatice pentru Baniyas | Date climatice pentru Baniyas | Date climatice pentru Baniyas | Date climatice pentru Baniyas | Date climatice pentru Baniyas | Date climatice pentru Baniyas | Date climatice pentru Baniyas | Date climatice pentru Baniyas |
| Luna                                 | Ian                           | Feb                           | Mar                           | Apr                           | Mai                           | Iun                           | Iul                           | Aug                           | Sep                           | Oct                           | Nov                           | Dec                           | Anual                         |
| ------------------------------------ | ----------------------------- | ----------------------------- | ----------------------------- | ----------------------------- | ----------------------------- | ----------------------------- | ----------------------------- | ----------------------------- | ----------------------------- | ----------------------------- | ----------------------------- | ----------------------------- | ----------------------------- |
| Maxima medie °C (°F)                 | 15.0 (59)                     | 16.1 (61)                     | 18.7 (65,7)                   | 22.3 (72,1)                   | 25.9 (78,6)                   | 29.1 (84,4)                   | 30.7 (87,3)                   | 31.6 (88,9)                   | 30.3 (86,5)                   | 27.5 (81,5)                   | 22.6 (72,7)                   | 16.8 (62,2)                   | 23,88 (74,99)                 |
| Minima medie °C (°F)                 | 7.6 (45,7)                    | 8.0 (46,4)                    | 9.9 (49,8)                    | 12.5 (54,5)                   | 15.6 (60,1)                   | 19.3 (66,7)                   | 21.9 (71,4)                   | 22.2 (72)                     | 19.9 (67,8)                   | 17.3 (63,1)                   | 12.6 (54,7)                   | 9.2 (48,6)                    | 14,67 (58,4)                  |
| Precipitații mm (inches)             | 159 (6.26)                    | 147 (5.79)                    | 123 (4.84)                    | 50 (1.97)                     | 26 (1.02)                     | 2 (0.08)                      | 1 (0.04)                      | 1 (0.04)                      | 12 (0.47)                     | 49 (1.93)                     | 94 (3.7)                      | 198 (7.8)                     | 862 (33,94)                   |
| Sursă: Climate-Data.org,Climate data |                               |                               |                               |                               |                               |                               |                               |                               |                               |                               |                               |                               |                               |